# Radka Wildová
Radka Wildová (* 15. února 1965 Praha) je česká profesorka zabývající se rozvojem počáteční čtenářské gramotnosti a pregramotnosti, v letech 2017 až 2022 prorektorka Univerzity Karlovy pro koncepci a kvalitu vzdělávací činnosti, od února do prosince 2022 náměstkyně ministra školství, mládeže a tělovýchovy ČR.
Vystudovala obor učitelství pro 1. stupeň ZŠ na Pedagogické fakultě Univerzity Karlovy. Od roku 1989 působí na Katedře primární pedagogiky PedF UK a odborně se zabývá oblastí rozvoje počáteční čtenářské gramotnosti a pregramotnosti. Zapojila se například také do veřejné debaty o genderové (ne)vyváženosti Žáčkově slabikáři, když k tomuto tématu vystoupila v DVTV.
Je členkou řady domácích a zahraničních odborných organizací či uskupení (např. International Reading Association, Council of Europe - Výbor po rozvoj vzdělávací činnosti atd.).
Poté, co byla studijní proděkankou na Pedagogické fakultě Univerzity Karlovy v letech 2003-2009 se stala první děkankou této fakulty. Od roku 2016 byla členkou kolegia rektora Univerzity Karlovy prof. MUDr. Tomáše Zimy, DrSc., v letech 2017 až 2022 byla prorektorkou Univerzity Karlovy pro koncepci a kvalitu vzdělávací činnosti.
Od února do prosince 2022 působila jako náměstkyně ministra školství, mládeže a tělovýchovy ČR pro řízení sekce vysokého školství, vědy a výzkumu. Následně se funkce přejmenovala na vrchní ředitelku.
Je vdaná, žije v Praze a má dvě děti.[zdroj?]